# Jules Vallès

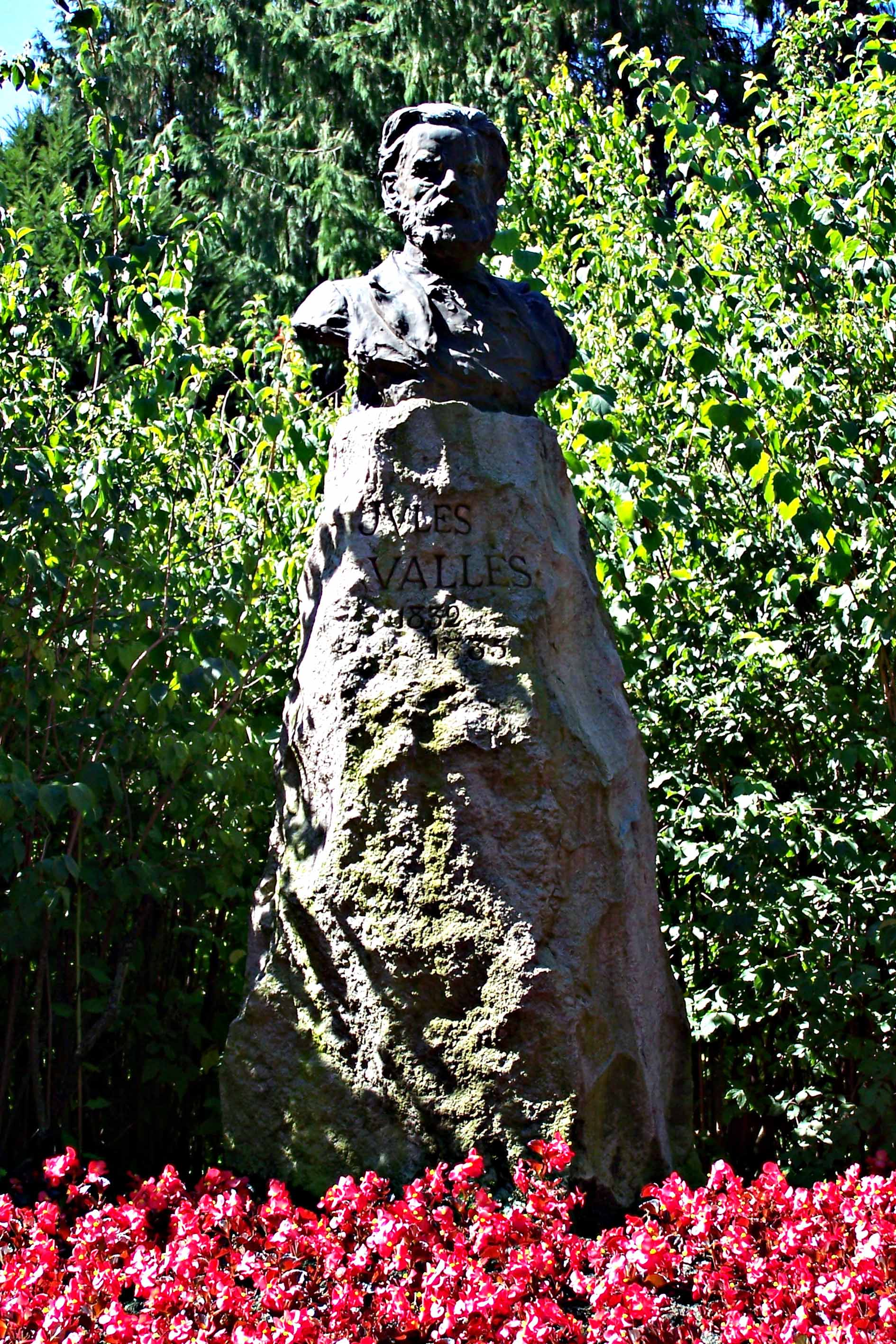
Busta J. Vallèse v jeho rodišti (Le Puy-en-Velay)

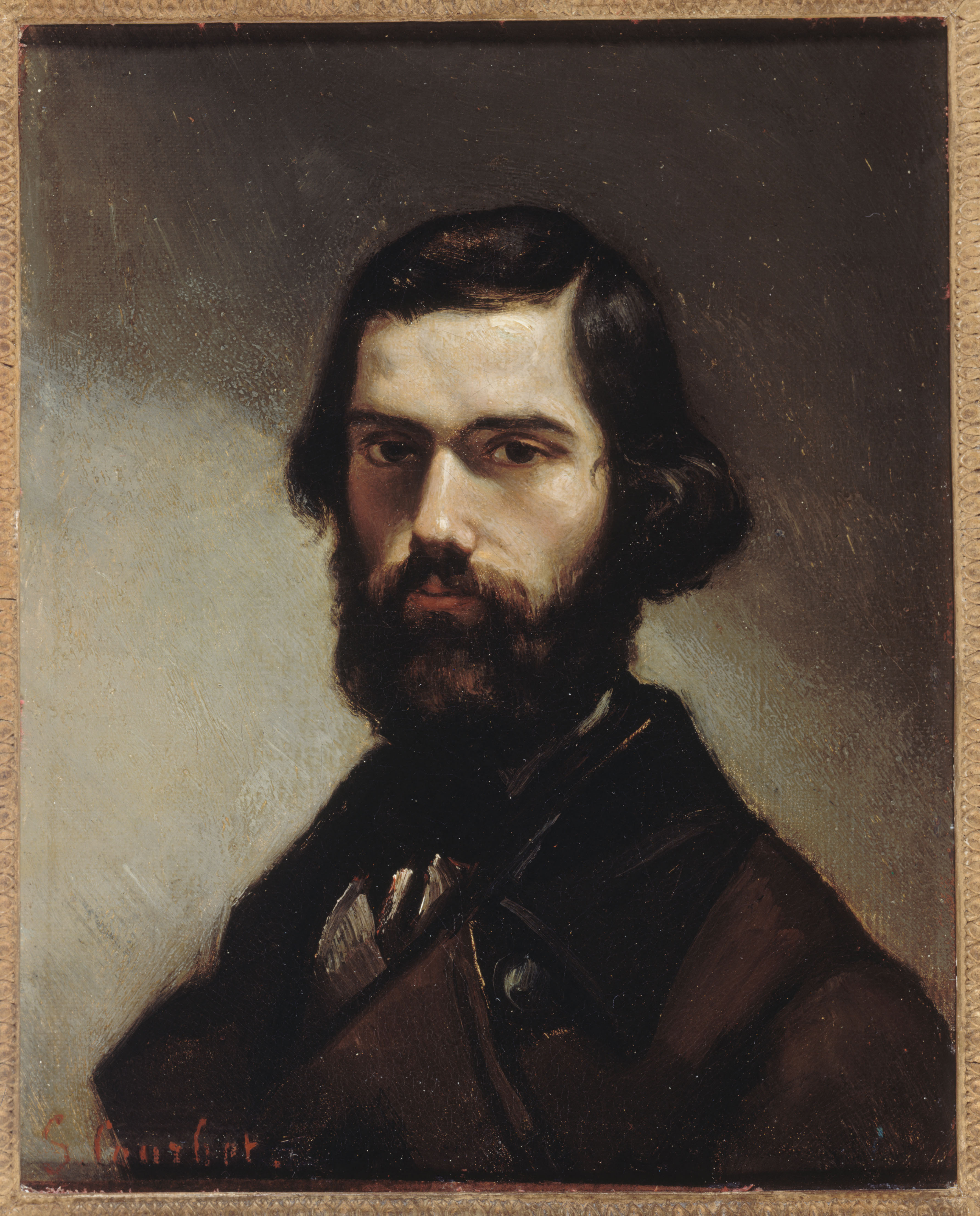
Portrét J. Vallèse od G. Courbeta, kolem roku 1861

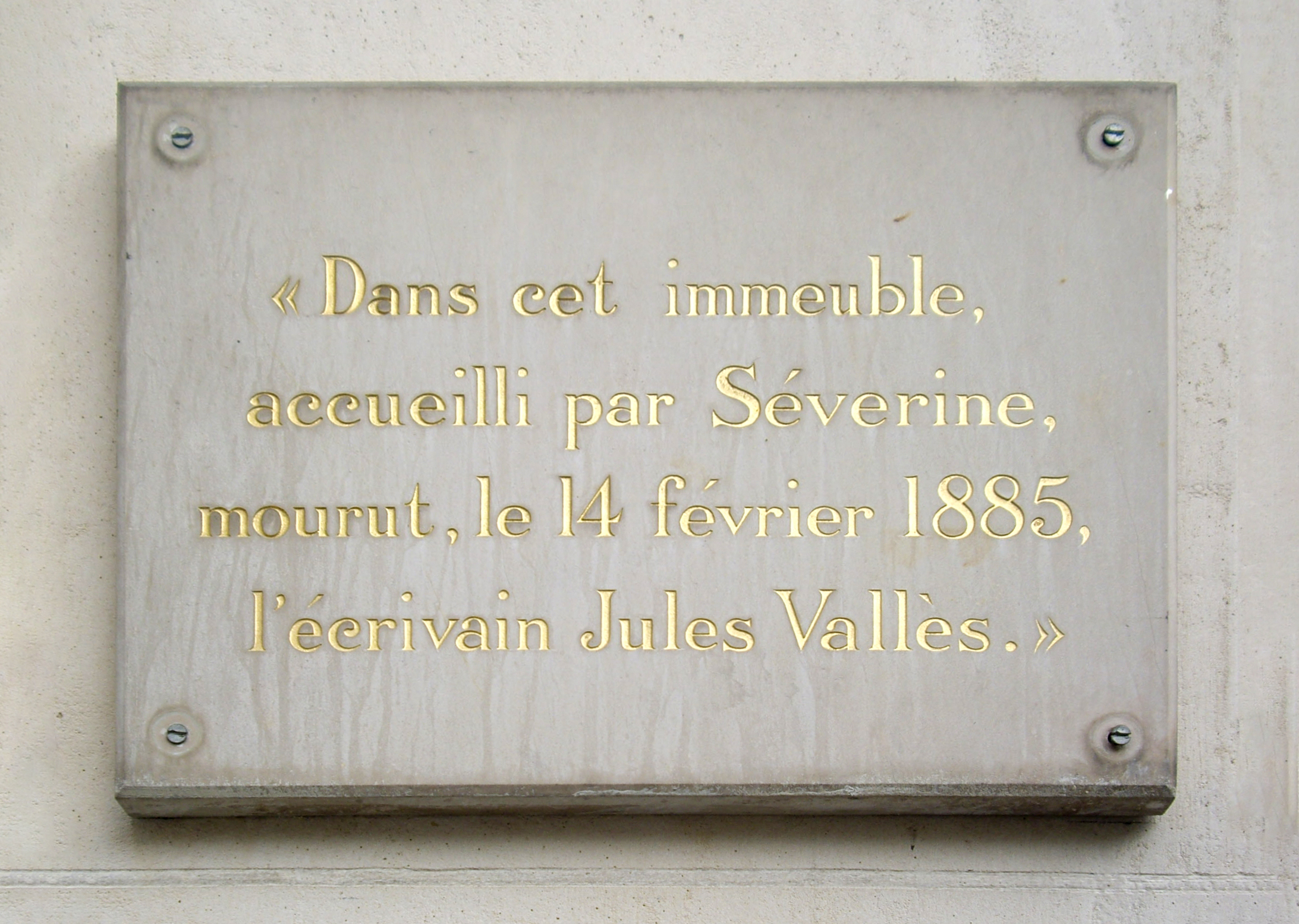
Pamětní deska na budově,
v níž J. Vallès zemřel
(č. 77 bulváru Saint-Michel)

Jules Vallès (11. června 1832 Le Puy-en-Velay – 14. února 1885 Paříž) byl francouzský novinář a spisovatel, zastánce krajně levicových názorů. Byl aktivním účastníkem Pařížské komuny, po její porážce byl odsouzen k trestu smrti a žil několik let v emigraci. Jeho hlavním literárním dílem je autobiografická románová trilogie Jacques Vingtras.

## Život
Narodil se v rodině profesora. Studoval v Saint-Étienne a v Nantes, v roce 1848 se zúčastnil revolučních událostí. Poté odešel studovat do Paříže. Bouřlivácky revolučně naladěné prostředí studentské čtvrti Quartier Latin podstatně usměrnilo jeho životní dráhu. Seznámil se s myšlenkami socialisty Proudhona, jeho list La Voix du People (Hlas lidu) se stal jeho oblíbenou četbou. Účastnil se bojů na obranu republiky proti pozdějšímu císaři Napoleonovi III. Zděšení rodiče ho na několik měsíců dali zavřít do ústavu pro choromyslné v Nantes.
Po návratu do Paříže dosáhl v roce 1852 titulu bachelier ès lettres. Živil se kondicemi, příležitostnou žurnalistickou činností, psaním obchodních reklam apod. V roce 1853 byl zatčen pro účast na přípravě atentátu na císaře, byl však propuštěn pro nedostatek důkazů. Když neuspěl u zkoušek na právnické fakultě, začal si vydělávat psaním. Krátký čas zastával i místo drobného magistrátního úředníka.
Pokoušel se vydávat vlastní časopisy a noviny. Nejprve založil týdeník La Rue (Ulice) s podtitulem Paris pittoresque et populaire (Paříž pitoreskní a lidová), v němž publikovala i řada známých spisovatelů, např. Émile Zola. Časopis však odolával cenzuře a policii jen něco přes půl roku, vycházel od června 1867 do ledna 1868. V roce 1869 založil deník Le Peuple (Lid), ale mohlo vyjít jen několik čísel. Vallès byl několikrát vězněn. V roce 1869 se ucházel jako „kandidát chudých" o přízeň voličů ve volbách do Zákonodárného shromáždění, ale neuspěl.
Po pádu Napoleona III. manifestoval za „sociální republiku" a po nezdaru říjnového povstání v roce 1870 byl znovu žalářován. Po propuštění z vězení založil v únoru 1871 deník Le Cri du people (Volání lidu), v němž vyjadřoval sympatie k revoluci a k 1. internacionále. Uvítal vznik Pařížské komuny, byl zvolen jejím členem a pracoval ve školském výboru. Bránil Komunu na barikádách, pak se ukrýval do září 1871, kdy se mu podařilo uprchnout do Belgie a nakonec do Anglie. Ve Francii byl v nepřítomnosti odsouzen k trestu smrti. 
Zásluhou Émila Zoly a dalších přátel mohl i z emigrace přispívat pod pseudonymy do francouzských časopisů. Po amnestii v roce 1880 se vrátil do Francie, psal do republikánských a socialistických periodik a v roce 1883 obnovil vydávání listu Le Cri du people (Volání lidu). Vallès se sám označoval za nezávislého revolučního socialistu. Je autorem mnoha politických článků a statí, ale vedl vášnivé diskuse také na kulturní frontě, obhajoval impresionisty i naturalisty a snažil se je orientovat doleva.
Jules Vallès zemřel v Paříži dne 14. února 1885. Jeho pohřeb přerostl ve statisícovou manifestaci, při které se poprvé od porážky Komuny objevily v pařížských ulicích rudé prapory. Pohřben je na hřbitově Père-Lachaise.
Redaktor Jules Vallès pochován byl v Paříži se vší možnou pompou strany výstřední. Pohřební vůz ozdoben byl červenou stuhou, již Vallès nosil jakožto člen komuny. Za truhlou kráčeli všichni komunisté s Rochefortem v čele. Revoluční spolky byly přečetně zastoupeny. Jedenácte červených praporů socialistů a černá korouhev anarchistů neseny byly v zástupech, ostatní byly vyloučeny. Věnce byly červené, fialový věnec německých socialistů popudil několik studentů, tak že z toho vznikla rvačka, socialisté však zvítězili. Cestou provolávali zástupové slávu komuně a sociální revoluci. Na hřbitově při veliké tlačenici přísahali řečníci pomstu komuny a lid přizvukoval. Od roku 1871 neprovedli komunardi pařížští, jichž bylo asi 15.000, takovou manifestaci.
„Čech" (noviny), 27. 2. 1885

## Literární dílo
Vedle žurnalistické činnosti publikoval řadu knih. V roce 1857 vydal pamflet L´Argent (Peníze), kde jakoby ve formě příručky pro burzovní spekulanty líčí moc peněz a jejich vlastníků. Sborník fejetonů, které publikoval původně časopisecky, vydal v roce 1865 knižně pod názvem Les Réfractaires (Vzpurníci). V těchto záběrech z živoření zproletarizované inteligence popisuje „utrpení, nevyslovitelnou bídu a tisíceré oklamání tak mnohých neznámých lidí, kteří opustivše školu vstoupili do života a znenadání poznali, že jejich nadání nedostačí, aby jim zaopatřilo chleba, tím méně slávu a bohatství, a kteří nespokojeni sami s sebou a s celým světem klnou lidstvu, společnosti a státu." (Arbes)
Sborníkem časopiseckých článků je i kniha La Rue (Ulice), která vyšla v roce 1866. Jsou to črty o životě předměstské bohémy, brutální ve svém naturalismu, anarchistické ve své tendenci a filozofii. Je to historie lidí bezejmenných, tuláků a vyděděnců. Z reportáží a fejetonů, které psal pro francouzské časopisy v době své emigrace v Londýně, vznikla později (1884) kniha La Rue à Londres (Ulice Londýna), v níž líčí temně bezútěšné obrazy života londýnské ulice a bědných čtvrtí. 
Vallès se pokoušel i o románovou tvorbu. Již v roce 1860 uveřejňoval na pokračování v časopisu román Un Gentilhomme (Šlechtic). V pokusech o romány, které nebyly podloženy jeho osobním prožitkem, však nebyl úspěšný. Do dějin francouzské prózy vstoupil až autobiografickou trilogií Jacques Vingtras. První díl vyšel časopisecky v roce 1878 pod názvem L'Enfant (Dítě). K smrti odsouzený komunard, jenž žil v exilu, nemohl tento román vydat pod vlastním jménem, proto použil pseudonym Pascal Le Chaussade. O rok později vyšlo knižní vydání, ale autor se znovu ukryl za pseudonym a knihu vydal pod jménem Jean La Rue. Teprve po amnestii mohl v roce 1881 román L'Enfant vyjít pod Vallèsovým jménem. Druhým dílem trilogie se stal román Le Bachelier (Student), jenž vyšel v roce 1881. Třetí díl již autor nestačil zcela dokončit, byl vydán posmrtně v roce 1886 pod názvem L'insurgé (Povstalec).
Tehdejší francouzská kritika přijala již první díl (L'Enfant) značně nevraživě, věhlasný literární kritik Ferdinand Brunetière prohlásil, že jde „mrzkou knihu" (livre infâme). Pohoršení budila skutečnost, že autor v románu popsal nepedagogické, zrůdné chování rodičů a učitelů, kteří vychovávali Vallèse a jeho vrstevníky. V druhém dílu (Le Bachelier) vylíčil postavení studentské mládeže té doby a poukázal na většinou bezvýslednou snahu chudých dětí dosáhnout vysokoškolského vzdělání a poté i odpovídajícího postavení. Nedokončený třetí díl (L'insurgé) je věnován vývoji hlavního hrdiny v letech 1861–1871, jeho ideové zrání v „povstalce" a v komunarda. I když je tento román apoteózou Komuny, autor dovedl být k účastníkům tehdejšího dění značně kritický. Všímal si grotesknosti politické frašky, mnohdy „viděl šašky, a ne bojovníky svobody, viděl komické slabochy, a ne odhodlané mučedníky."
Podle Šaldy je trilogie Jacques Vingtras „kus psychologie vyděděných, utiskovaných rodinou, mučených školou, zrazeným dnešním surovým řádem společenským, kniha pesimismu a sociální ironie, útok na ‚tento svět špatně ustrojený‘ (contre ce monde mal fait), kniha mocného dechu a vzácných literárních a stylistických kvalit a přitom historické ceny pro psychologii mládeže francouzské, kterou dovedl oceniti Taine."
Hodnocení osobnosti a díla Julese Vallèse je však u různých autorů značně rozdílné. Vedle slov uznání se lze setkat i s příkrým odsouzením. Ferdinand Brunetière charakterizoval Vallèse jako „sprosťáka" (vilain homme) a „lupiče" (forban). Francisque Sarcey napsal, že „Jules Vallès byl typem oněch novinářů, kteří jsou napadeni dvojí rakovinou, rakovinou povalečství a pýchy."
Vallès je veliký umělec slova žárného a eruptivného, které má zrakovou soustředěnost hodnou velkých klasiků francouzské prózy, ale vedle toho také jaký patos soucitu s lidmi společností rozdrcenými, s obětovanými odbojníky a buřiči, úzce spřízněný s Victorem Hugem.
F. X. Šalda

## České překlady
Trilogie Jacques Vingtras byla do češtiny přeložena pod názvem Povstalec:
- VALLÈS, Jules. Povstalec: Trilogie. Z francouzských originálů L’Enfant, Le Bachelier a L’Insurgé přeložili Jan Vladislav a Věra Smetanová. 1. vydání Praha: Mladá fronta, 1951. (2. vydání Státní nakladatelství krásné literatury, hudby a umění, 1956.)